# Terry Huntingdon
Terry Lynn Huntingdon (8 mai 1940) est une actrice de télévision et une reine de beauté américaine, couronnée Miss Californie USA 1959 puis miss USA 1959.

## Source de la traduction
- (en) Cet article est partiellement ou en totalité issu de l’article de Wikipédia en anglais intitulé « Terry Huntingdon » (voir la liste des auteurs).